# Vapen & ammunition
Vapen & Ammunition – piąty album zespołu rockowego Kent wydany 15 kwietnia 2002.
Początkowo zespół był przygotowany do nagrania anglojęzycznej wersji albumu (Guns & Ammunition), ostatecznie jednak postanowiono, że album Hagnesta Hill jest ostatnim albumem Kent wydanym w języku angielskim.

## Lista utworów
1. Sundance Kid (5:09)
2. Pärlor (3:55)
3. Dom andra (3:46)
4. Duett (4:42) (feat. Titiyo)
5. Hur jag fick dig att älska mig (5:21)
6. Kärleken väntar (3:59)
7. Socker (5:35)
8. FF (4:13)
9. Elite (6:05)
10. Sverige (2:58)